# Polminhac
Polminhac é uma comuna francesa na região administrativa de Auvérnia-Ródano-Alpes, no departamento de Cantal. Estende-se por uma área de 29,1 km². Em 2010 a comuna tinha 1 200 habitantes (densidade: 41,2 hab./km²).